# Eravisker
Die Eravisker (lateinisch Eravisci; ursprünglich Aravisci) waren ein keltischer Stamm im heutigen Ungarn (Transdanubien).

## Geschichte
Im 2. oder 1. Jahrhundert v. Chr. wanderten die Eravisker in Transdanubien ein und legten um die Mitte des 1. Jahrhunderts v. Chr. ihr Hauptheiligtum mit einem sehr gut zu verteidigendem Oppidum am Gellértberg, im Budapester Stadtteil Buda, am westlichen Donauufer an. Die Eravisker kamen vermutlich aus dem Norden.
Nach der Einverleibung eines Großteils des eraviskischen Landes in das römische Reich um spätestens 11 v. Chr. bewahrten die Eravisker noch lange ihre eigenständige Kultur. Die offenbar guten Beziehungen mit den Römern zeigen sich darin, dass die Invasoren das Oppidum am Gellértberg niemals eroberten und zerstörten. Von Steinreliefs und Grabsteinen ist bekannt, dass keltische Kleidung und keltischer Schmuck ihre Bedeutung auch in der oft schnell romanisierten Oberschicht behielten. Nach dem Pannonischen Aufstand (6–9 n. Chr.) gegen die Römer wurde ein großer Teil der Eravisker vom Gellértberg auf das Gebiet um das Donaukastell Budapest-Albertfalva angesiedelt. Der von den Römern wahrscheinlich Mons Teutanus genannte Gellértberg blieb noch bis nach der Mitte des 3. Jahrhunderts bewohnt.

## Münzprägung
Die Eravisker prägten Münzen, bei denen es sich ausnahmslos um Nachahmungen römischer Münzen handelt. Überwiegend wurden Denare aus den 80er und 70er Jahren v. Chr. kopiert, es gibt aber auch noch einige eraviskische Prägungen, die römische Münzen augusteischer Zeit (30 v. Chr.–14 n. Chr.) zum Vorbild haben. Die römischen Vorbilder wurden auf den Nachahmungen durch zusätzliche Inschriften ergänzt, die häufig den Stammesnamen nennen (RAVIS, RAVIZ, RAVISCI, IRAVISCI), teilweise aber auch Personennamen, hinter denen sich eraviskische Anführer verbergen könnten. Traditionell wurden die eraviskischen Prägungen aufgrund der genutzten Vorlagen in die Zeit von etwa 80 v. Chr. bis um die Zeitenwende datiert. Neuere Studien, die das Vorkommen der Münzen in Depotfunden auswerten, haben jedoch wahrscheinlich gemacht, dass der Prägezeitraum kürzer ist und von etwa 40/30 v. Chr. bis etwa 12/9 v. Chr. reicht. Daher wurde vermutet, dass die Münzprägung erst dadurch ermöglicht wurde, dass die Daker unter Burebista Mitte des 1. Jahrhunderts v. Chr. die Stämme der Boier und Taurisker militärisch besiegten und damit deren Hegemonie im mittleren Donauraum brachen.

## Kultur
Als Stammesgott ist aus römischer Zeit ein Juppiter Teutanus bekannt. Da dieser im Lateinischen offensichtlich mit Jupiter gleichgesetzt wurde, handelte es sich eventuell um den keltischen Himmelsgott. Mehrere Inschriften zwischen den Jahren 178 und 288 n. Chr. sind auf den 11. Juni datiert, wenige Tage vor der Sommersonnenwende, wohl das Datum, an dem der Gott gefeiert wurde.